# Cyprian Michał Janczewski
Cyprian Michał Glinka-Janczewski (ur. 21 lutego 1805 w Dzierżanach na Żmudzi, zm. 19 września 1853) – jeden z bohaterów III części mickiewiczowskich „Dziadów”, współzałożyciel tajnego stowarzyszenia „Czarnych Braci”, zesłaniec, syn Franciszka Janczewskiego, sędziego granicznego powiatu rosieńskiego.

## Życiorys
Urodził się w 1805 roku w Dzierżanach jako syn Franciszka Janczewskiego (ur. około 1760) i Ludwiki Żyłłok (ur. około 1780).
W październiku 1823 r. jako osiemnastoletni uczeń gimnazjum w Krożach na Żmudzi wraz z Janem Witkiewiczem założył tajne antycarskie stowarzyszenie uczniów „Czarnych Braci”.  Po wykryciu spisku przysłana komisja śledcza zaczęła swe urzędowanie od przesłuchania Cypriana Janczewskiego, który z początku stanowczo odmawiał wszelkich zeznań. Dopiero pod wpływem licznych aresztowań, „nie mogąc znieść, nie mając serca do tyla skamieniałego, aby ścierpieć łzy tylu niewinnych osób”, przyznał się. 
W procesie „odpryskowym” filomatów razem z Witkiewiczem otrzymał karę śmierci (1824), którą później złagodzono. Miał do wyboru osadzenie w twierdzy w Bobrujsku i służbę w wojsku lub zesłanie na Syberię. Przyczyniło się do tego m.in. wstawiennictwo księcia Józefa Giedroycia. Cyprian Janczewski wykazał się niezłomnością postawy, mimo bólu i cierpienia, podczas  wywozu więźniów z Wilna na zesłanie. Zostało to uwiecznione przez Adama Mickiewicza w III części „Dziadów”. Po pięciu latach pobytu w twierdzy zezwolono mu na widzenie się z ojcem.
W 1826 został zwolniony z więzienia w twierdzy bobrujskiej. Cyprian Janczewski osiadł wówczas w rodzinnym majątku na Żmudzi, ożenił się z Kazimierą Burbą (ur. 1811, zm. 1880; miał z nią trójkę dzieci, córkę Marię oraz dwóch synów: Kazimierza Józefa oraz Edwarda) i sprawował funkcje marszałka szlachty powiatu rosieńskiego. Do 1939 r. w rodzinnym dworze w Blinstrubiszkach zachowały się liczne pamiątki m.in. akta z czasów sprawowania przez Cypriana Janczewskiego urzędu marszałka szlachty.
Po śmierci w 1853 roku został pochowany w Widuklach.
Obecnie nieliczne pamiątki znajdują się w posiadaniu potomków na terenie Polski.

## Upamiętnienia

### Dziady, część III
W trzeciej części dramatu Adama Mickiewicza pt. Dziady Cyprian Janczewski występuje w historii Jana Sobolewskiego. Opisana została jego przemiana z niedojrzałego chłopaka do patriotycznego i szlachetnego Polaka.

### Pozostałe
- Antanas Pocius(inne języki) – Kiprijonas Jančiauskas - kovotojas prieš carizmą (pol. Cyprian Janczewski – bojownik przeciwko caratowi)[11]